# Powiat niemodliński
Powiat niemodliński – powiat istniejący w latach 1945–1975 na terenie obecnych powiatów opolskiego i nyskiego (woj. opolskie). Jego ośrodkiem administracyjnym był Niemodlin. Oprócz gminy Niemodlin (obejmującej wówczas również dzisiejszą gminę Tułowice) na terenie powiatu istniały gminy Dąbrowa, Korfantów (wówczas wiejska) i Łambinowice. Powiat wchodził w skład województwa opolskiego.
Po reformie administracyjnej w 1975 roku terytorium powiatu weszło w skład nowego (mniejszego) województwa opolskiego. Powiatu nie przywrócono w roku 1999, a sam Niemodlin włączono do opolskiego.